# Carl von Holzinger
Carl Holzinger (seit 1886 Carl Holzinger Ritter von Weidich, * 24. Juli 1849 in Weltrus bei Prag; † 17. September 1935 in Prag) war ein österreichischer Klassischer Philologe.

## Leben
Carl Holzinger war der Sohn des gleichnamigen Lehrers Carl Holzinger (1810–1886), der beim Grafen Rudolf Chotek von Chotowa als Erzieher arbeitete. Er wurde 1878 von Franz Joseph I. als Ritter von Weidich nobilitiert und vererbte das Adelsprädikat seinem Sohn.
Carl Holzinger besuchte von 1862 bis 1867 das von seinem Vater geleitete Gymnasium zu Görz. Nach der Reifeprüfung studierte er Klassische Philologie an der Universität Wien (bei Johannes Vahlen) und ab 1869 an der Universität Graz (bei Karl Schenkl). Nach dem Lehramtsexamen (1871) arbeitete Holzinger als Lehrer am Wiener Gymnasium Theresianum. Seine Veröffentlichungen zu den Scholien des Komödiendichters Aristophanes ermöglichten ihm 1879 die Promotion zum Dr. phil. an der Universität Wien.
Aufgrund seiner Leistungen für die Aristophanes-Forschung wurde er 1883 – ohne Habilitation – als a.o. Professor für Klassische Philologie an die Karl-Ferdinands-Universität berufen. Hier blieb er bis an sein Lebensende. 1887 wurde er zum ordentlichen Professor ernannt. 1895 wurde er zum Dekan der Philosophischen Fakultät gewählt. 1899/1900 war er Rektor der Universität. 1921 wurde Holzinger im Alter von 70 Jahren emeritiert.
Holzingers Aristophanes-Studien erschienen besonders in den 1870er und 1880er Jahren; danach hielten ihn seine Verpflichtungen in der universitären Lehre und Selbstverwaltung von weiteren Veröffentlichungen ab. Vor seiner Emeritierung (1921) trat er mit einer kommentierten metrischen Übersetzung der Alexandra des hellenistischen Dichters Lykophron hervor (Leipzig 1895), mit der er den entscheidenden Impuls zur Beschäftigung mit diesem Dichter gab. Seine weiteren Arbeiten zu Aristophanes erschienen nach seinem Eintritt in den Ruhestand sowie postum.
Zu seinen Schülern gehörten Josef Bick, Julius Jüthner, Anton Piccardt und Theodor Hopfner.